# Nihon Joshi Soccer League 2016
Die Nihon Joshi Soccer League 2016 ist die siebenundzwanzigste Spielzeit der japanischen Fußballliga der Frauen unter diesem Namen. Sie besteht aus insgesamt drei Divisionen, der Nadeshiko League Division 1, der Nadeshiko League Division 2 sowie der in zwei Staffeln ausgetragenen Challenge League. Die reguläre Saison begann im März und endete im Oktober 2016.

## Nadeshiko League Division 1

### Teilnehmer und ihre Spielorte
| Team                        | Stadt     | Heimstadion                       |
| --------------------------- | --------- | --------------------------------- |
| Albirex Niigata             | Niigata   | Niigata City Athletic Stadium     |
| Iga FC Kunoichi             | Iga       | Sport Ueno-Park Stadium           |
| INAC Kōbe Leonessa          | Kōbe      | Noevir Stadium Kobe               |
| JEF United Ichihara Chiba   | Chiba     | Fukuda Denshi Arena               |
| NTV Beleza                  | Tokio     | Ajinomoto Field Nishigaoka        |
| AC Nagano Parceiro          | Nagano    | Minami-Nagano Sports Park Stadium |
| Speranza FC Ōsaka Takatsuki | Takatsuki | Sports Center Stadium Takatsuki   |
| Urawa Reds                  | Saitama   | Urawa Komaba Stadium              |
| Vegalta Sendai              | Sendai    | Yurtec Stadium Sendai             |
| Okayama Yunogo Belle        | Okayama   | City Light Stadium                |

### Tabelle
| Pl.                    | Verein                          | Sp. | S  | U | N  | Tore    | Diff. | Punkte |
| ---------------------- | ------------------------------- | --- | -- | - | -- | ------- | ----- | ------ |
| 1.                     | NTV Beleza (M)                  | 18  | 14 | 2 | 2  | 048:800 | +40   | 44     |
| 2.                     | INAC Kōbe Leonessa              | 18  | 12 | 1 | 5  | 040:190 | +21   | 37     |
| 3.                     | AC Nagano Parceiro (N)          | 18  | 12 | 1 | 5  | 038:340 | +4    | 37     |
| 4.                     | Vegalta Sendai                  | 18  | 10 | 1 | 7  | 029:200 | +9    | 31     |
| 5.                     | Albirex Niigata                 | 18  | 9  | 3 | 6  | 023:210 | +2    | 30     |
| 6.                     | Iga FC Kunoichi                 | 18  | 6  | 3 | 9  | 014:180 | −4    | 21     |
| 7.                     | JEF United Ichihara Chiba       | 18  | 5  | 5 | 8  | 019:240 | −5    | 20     |
| 8.                     | Urawa Red Diamonds              | 18  | 6  | 1 | 11 | 018:240 | −6    | 19     |
| 9.                     | Speranza FC Ōsaka Takatsuki (R) | 18  | 3  | 2 | 13 | 013:460 | −33   | 11     |
| 10.                    | Okayama Yunogo Belle            | 18  | 3  | 1 | 14 | 013:410 | −28   | 10     |
| Stand: Ende der Saison |                                 |     |    |   |    |         |       |        |

| (M) | Amtierender Meister: NTV Beleza                                        |
| (R) | Gewinner der Relegationsspiele: Speranza FC Ōsaka Takatsuki            |
| (N) | Neuaufsteiger aus der Nadeshiko League Div. 2 2015: AC Nagano Parceiro |

### Relegation zur Nadeshiko League Division 1
Der Vorletzte der Nadeshiko League Division 1 2016 spielte gegen den 2. Platzierten der Nadeshiko League Division 2 2016 um die Relegation. Das Hinspiel fand am 13. und das Rückspiel am 20. November 2016 statt. Der Sieger qualifizierte sich für die Nadeshiko League Division 1 2017.
|                             | Gesamt |                  | Hinspiel | Rückspiel |
| --------------------------- | ------ | ---------------- | -------- | --------- |
| Speranza FC Ōsaka Takatsuki | 1:5    | AS Elfen Saitama | 1:4      | 0:1       |

## Nadeshiko League Division 2

### Teilnehmer und ihre Spielorte
| Team                                            | Stadt      | Heimstadion                             |
| ----------------------------------------------- | ---------- | --------------------------------------- |
| Angeviolet Hiroshima                            | Hiroshima  | Hiroshima Ball Games Stadium 1          |
| Cerezo Osaka                                    | Osaka      | Sports Park Sakura Square Minamitsumori |
| Ehime FC                                        | Matsuyama  | Ningineer Stadium                       |
| AS Elfen Saitama                                | Kōnosu     | Kounosu Municipal Stadium               |
| AS Harima ALBION                                | Himeji     | Himeji City Stadium                     |
| Kibi International University Charme            | Okayama    | Tsuyama Athletics Stadium               |
| Nippon Sport Science University Fields Yokohama | Yokohama   | NHK Spring Mitsuzawa Football Stadium   |
| Nojima Stella                                   | Sagamihara | Gion Stadium                            |
| Sfida Setagaya FC                               | Tokio      | Ajinomoto Field Nishigaoka              |
| Yokohama FC Seagulls                            | Yokohama   | NHK Spring Mitsuzawa Football Stadium   |

### Tabelle
| Pl.                    | Verein                                          | Sp. | S  | U | N  | Tore    | Diff. | Punkte |
| ---------------------- | ----------------------------------------------- | --- | -- | - | -- | ------- | ----- | ------ |
| 1.                     | Nojima Stella (R)                               | 18  | 14 | 4 | 0  | 047:600 | +41   | 46     |
| 2.                     | AS Elfen Saitama (A)                            | 18  | 12 | 5 | 1  | 039:900 | +30   | 41     |
| 3.                     | Cerezo Osaka (N)                                | 18  | 8  | 7 | 3  | 034:240 | +10   | 31     |
| 4.                     | Ehime FC                                        | 18  | 8  | 5 | 5  | 027:300 | −3    | 29     |
| 5.                     | Sfida Setagaya FC                               | 18  | 6  | 5 | 7  | 024:240 | ±0    | 23     |
| 6.                     | Nippon Sport Science University Fields Yokohama | 18  | 5  | 5 | 8  | 024:270 | −3    | 20     |
| 7.                     | AS Harima ALBION                                | 18  | 5  | 3 | 10 | 017:240 | −7    | 18     |
| 8.                     | Yokohama FC Seagulls (N)                        | 18  | 4  | 5 | 9  | 022:330 | −11   | 17     |
| 9.                     | Kibi International University Charme            | 18  | 5  | 2 | 11 | 017:420 | −25   | 17     |
| 10.                    | Angeviolet Hiroshima                            | 18  | 1  | 3 | 14 | 014:460 | −32   | 06     |
| Stand: Ende der Saison |                                                 |     |    |   |    |         |       |        |

| (A) | Absteiger aus der Nadeshiko League Div. 1 2015: AS Elfen Saitama                |
| (R) | Verlierer der Relegationsspiele: Nojima Stella                                  |
| (N) | Neuaufsteiger aus der Challenge League 2015: Yokohama FC Seagulls, Cerezo Osaka |

### Relegation zur Nadeshiko League Division 1
Der Vorletzte der Nadeshiko League Division 1 2016 spielte gegen den 2. Platzierten der Nadeshiko League Division 2 2016 um die Relegation. Das Hinspiel fand am 13. und das Rückspiel am 20. November 2016 statt. Der Sieger qualifizierte sich für die Nadeshiko League Division 1 2017.
|                             | Gesamt |                  | Hinspiel | Rückspiel |
| --------------------------- | ------ | ---------------- | -------- | --------- |
| Speranza FC Ōsaka Takatsuki | 1:5    | AS Elfen Saitama | 1:4      | 0:1       |

### Relegation zur Nadeshiko League Division 2
Der Vorletzte der Nadeshiko League Division 2 2016 spielte gegen den 2. Platzierten der Challenge League 2016 um die Relegation. Das Hinspiel fand am 13. und das Rückspiel am 19. Dezember 2016 statt. Der Sieger qualifizierte sich für die Nadeshiko League Division 2 2017.
|                                      | Gesamt |                | Hinspiel | Rückspiel |
| ------------------------------------ | ------ | -------------- | -------- | --------- |
| Kibi International University Charme | 4:0    | Yamato Sylphid | 2:0      | 2:0       |